# Homer

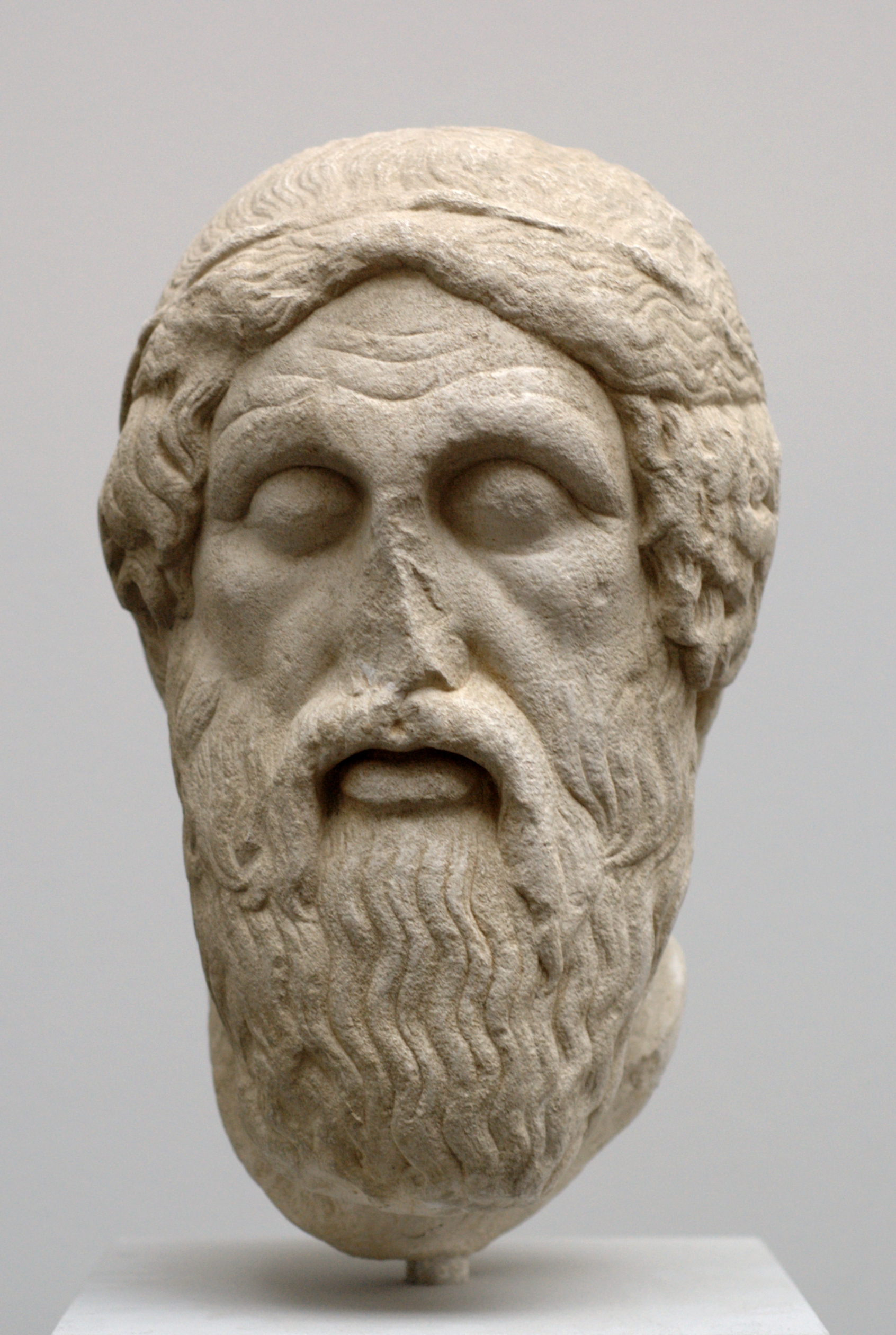
Kopf des Homer („Epimenides-Typus“). Nachbildung einer römischen Kopie des griechischen Originals aus dem 5. Jahrhundert v. Chr. Münchner Glyptothek

Homer (altgriechisch Ὅμηρος Hómēros, Betonung im Deutschen: Homḗr) gilt traditionell als Autor der Ilias und der Odyssee und damit als frühester Dichter des Abendlandes. Weder sein Geburtsort noch das Datum seiner Geburt oder das seines Todes sind zweifelsfrei bekannt. Es ist nicht einmal sicher, dass es Homer überhaupt gab (siehe auch Homerische Frage). Kontrovers diskutiert wird die Frage, in welcher Epoche er gelebt haben soll. Herodot schätzte, dass Homer 400 Jahre vor ihm gelebt haben müsse; dies entspräche in etwa der Zeit um 850 v. Chr. Andere historische Quellen legen das Wirken Homers in die Zeit des Trojanischen Krieges, der traditionell etwa um 1200 v. Chr. datiert wird. Heutzutage stimmt die Forschung weitestgehend darin überein, dass Homer, wenn es ihn gab, etwa in der zweiten Hälfte des 8. Jahrhunderts und/oder in der ersten Hälfte des 7. Jahrhunderts v. Chr. gelebt hat.
In der Antike wurden ihm weitere Werke wie die Homerischen Hymnen zugeschrieben, während andererseits immer wieder bezweifelt wird, ob Ilias und Odyssee überhaupt von einer einzigen historischen Person namens Homer verfasst worden sind.
Unbestritten ist die unermessliche, bis heute andauernde Wirkung Homers, der schon in der Antike als der Dichter schlechthin galt.

## Name
Der Name „Homer“ (altgriechisch Ὅμηρος Hómēros; neugriechisch Όμηρος Ómiros) bedeutet ursprünglich „Gatte“ oder „Geisel“. Allerdings wurde der Name des Dichters aufgrund dessen angeblicher Blindheit in der Antike fälschlicherweise auch von ὁ μὴ ὁρῶν ho mē horōn, „der nicht Sehende“, abgeleitet.

## Leben

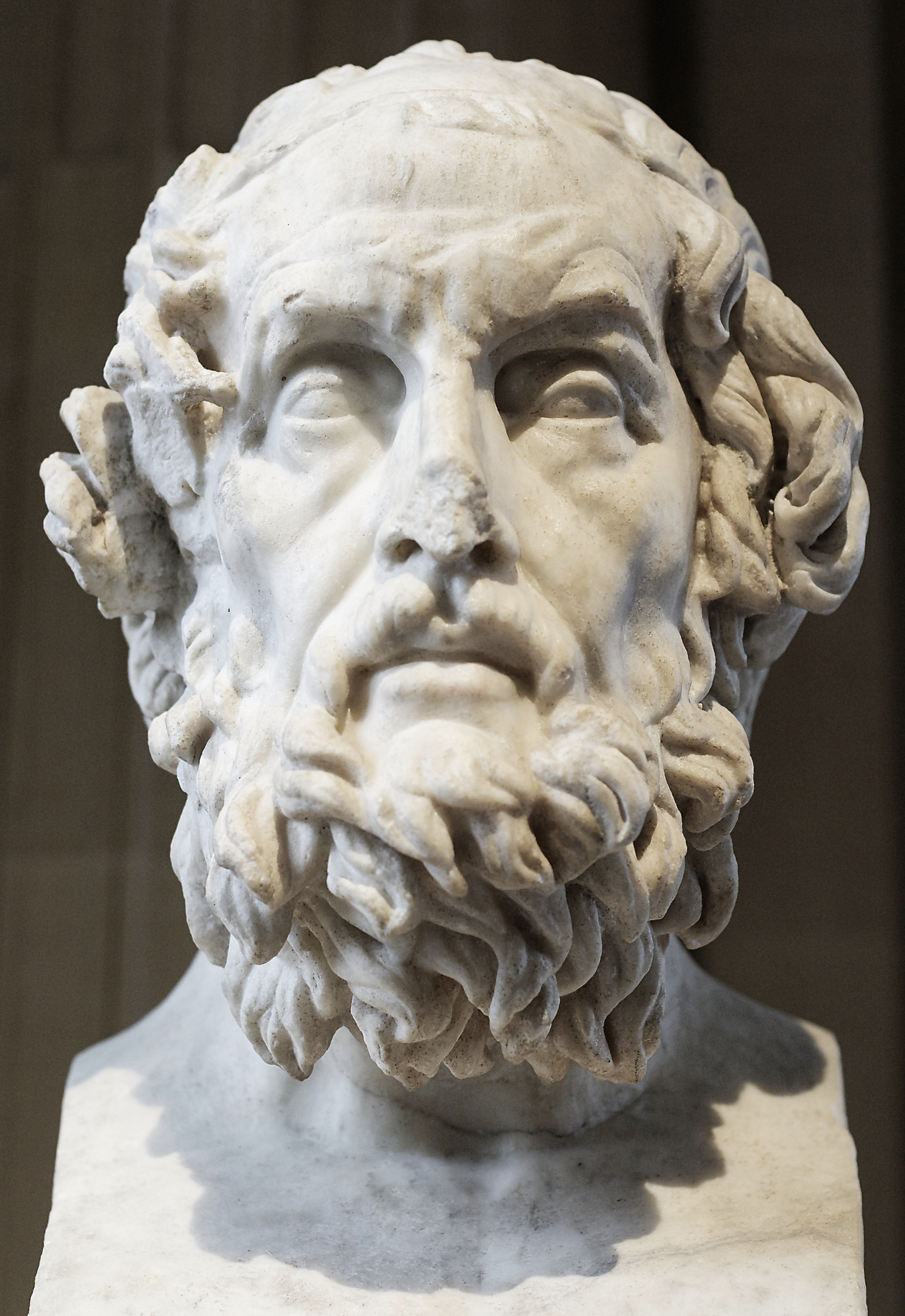
Hellenistische Büste des Homer, Louvre, Paris

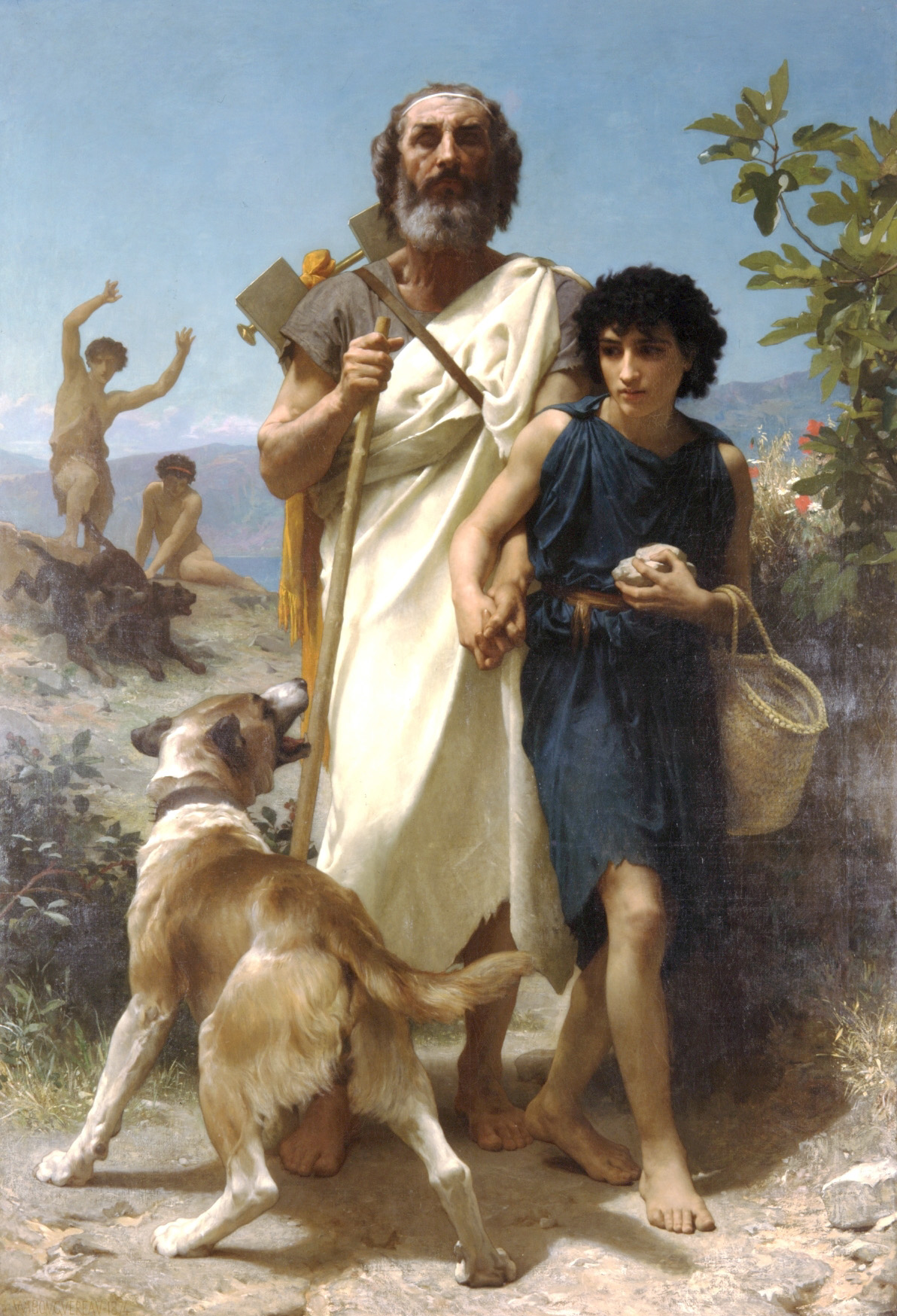
Der blinde Homer mit der Lyra auf dem Rücken wird geführt. Gemälde von William Bouguereau, 1874

Schon in der Antike wurde über Homers Person und Herkunft diskutiert: Smyrna, Athen, Ithaka, Pylos, Kolophon, Argos und Chios beanspruchten, als sein Geburtsort zu gelten. Eine der Legenden sagt, er sei am Fluss Meles als uneheliches Kind geboren worden und sein ursprünglicher Name habe Melesigenes („Der vom Meles Herstammende“) gelautet. Er starb vermutlich auf der Insel Ios, von wo laut Pausanias seine Mutter stammen soll.
Während über Homers Vater Unklarheit herrscht, überliefern mehrere Quellen, dass seine Mutter Kreitheïs hieß. Pausanias hingegen gibt ihr den Namen Klymene. In der Antike wurde er oft als blinder Greis dargestellt. Trotz dieser schon damals regen Hypothesenbildungen über seine Herkunft, sein Aussehen und seine Lebensdaten ist bis heute nicht einmal ganz geklärt, ob eine historische Person „Homer“ überhaupt existiert hat.
Die Darstellung Homers als ein blinder und armer Wandersänger geht unter anderem auf den Dichter des unter Homers Namen verfassten Apollon-Hymnus zurück, der aber höchstwahrscheinlich nicht von ihm stammt. Gegen diese Darstellung sprechen die für sein Werk erforderlichen genauen Kenntnisse der oberen aristokratischen Schichten, die ein armer Wandersänger nicht hätte besitzen können. Aber da die Epen – als ursprünglich mündlicher Vortrag – in erster Linie vor aristokratischem Publikum Gehör fanden, wobei die Sänger (oder auch Aoiden) zum Teil längere Zeit in dem Oikos der Adeligen wohnten und zu deren Unterhaltung beitrugen, ist es denkbar, dass auch Homer mit der Lebensart seiner Gastgeber vertraut war und zu dieser Bevölkerungsgruppe bzw. diesem Stand gehörte. Einige Forscher vermuten hier autobiographische Elemente, die Homer in die Epen einfließen ließ.

## Werke

### Die Epen

Anfang der Ilias

Anfang der Odyssee

Berühmt geworden ist Homer als Dichter zweier der frühesten Epen der Weltliteratur, der Ilias und der Odyssee. Ilias und Odyssee sind die ersten großen Schriftzeugnisse der griechischen Geschichte: Mit ihnen beginnt nach klassischer Ansicht die europäische Kultur- und Geistesgeschichte. Seine Autorschaft ist allerdings umstritten.

#### Sprachliches
Durch die sprachliche Analyse der Epen, die beide im ionischen Dialekt des Altgriechischen geschrieben sind, scheint ihre Herkunft aus dem griechischen Kleinasien gesichert. Die Grundsprache ist das Ionische der früharchaischen Zeit, durchsetzt mit Elementen des äolischen Dialektes und mit offenbar aus älterer Tradition stammenden Überlieferungen. Aufgrund des ursprünglich mündlichen Vortrags aus dem Gedächtnis (siehe Oral Poetry) erscheinen viele Formulierungen wie beispielsweise Epitheta und ganze Verse, sogenannte Formelverse, wiederholt.
Bis in die hellenistische Zeit existierten verschiedene Textredaktionen, wobei die ersten Versuche einer Kanonisierung bis in die Zeit des athenischen Tyrannen Peisistratos zurückreichen. Die heutige Fassung wurde von Aristarchos von Samothrake († 144 v. Chr.) redigiert, einschließlich der noch heute verwendeten Einteilung der „Gesänge“.

#### Datierung der Epen
Während heute die meisten Wissenschaftler von einer Entstehungszeit im 8. Jahrhundert v. Chr. ausgehen, nehmen andere, wie vor allem Martin Litchfield West (seit 1966) und Walter Burkert einen späteren Zeitpunkt im 7. Jahrhundert v. Chr. dafür an. Um die homerischen Epen zeitlich einzuordnen, bedient man sich verschiedener Ansätze.
Die Komplexität der homerischen Epen setzt wahrscheinlich voraus, dass sie schriftlich festgehalten wurden. Da die Einführung der Alphabetschrift in Griechenland meist um 800 v. Chr. datiert wird, werden die homerischen Epen nicht davor verfasst worden sein. Die frühesten Darstellungen von Ilias-Szenen finden sich sogar erst ab etwa 625 v. Chr. auf geometrischen Vasen. Zudem wird in der Ilias das „hunderttorige Theben“ in Ägypten erwähnt, was sich nur auf die Blüte der Stadt unter nubischer Herrschaft während der 25. Dynastie (715–663 v. Chr.) beziehen kann, weil die Stadt von den Assyrern zerstört wurde, als sie die Nubier aus Ägypten vertrieben. Einerseits galt Homer in der Antike als Zeitgenosse Hesiods, der heute ins 7. Jahrhundert v. Chr. datiert wird, andererseits scheint der „Nestorbecher“ von Ischia (ca. 740/20 v. Chr.) auf die Ilias anzuspielen und das historische Umfeld deutet ins 8. Jahrhundert v. Chr., denn ab dem 7. Jahrhundert v. Chr. hat wohl die dargestellte unangefochtene Adelskultur nicht mehr bestanden.
Auch wenn die Datierung Hesiods nicht sicher ist und die antike Überlieferung auch anachronistisch sein kann, so sprechen die Indizien doch dafür, dass die homerischen Epen in der zweiten Hälfte des 8. Jahrhunderts oder in der ersten Hälfte des 7. Jahrhunderts v. Chr. entstanden sind.

#### Urheberschaft: die „Homerische Frage“
Die literaturwissenschaftliche Frage nach der Urheberschaft Homers wird die Homerische Frage genannt. Hauptsächlich geht es dabei um die Frage, ob Homer tatsächlich Verfasser nur der Ilias oder überhaupt der beiden Epen gewesen sei oder ob unter dem Namen „Homer“ verschiedene Dichter zusammengefasst worden seien, die ältere, mündlich überlieferte Sagen verschriftlicht kompiliert hätten.
Ein weiterer Aspekt der „Homerischen Frage“ ist die Datierung der beiden Epen: Hätte die deutlich jüngere Odyssee überhaupt noch während der Lebenszeit des Ilias-Autors geschrieben werden können? Teils wird hier jedoch davon ausgegangen, die Ilias sei ein Jugend- und die Odyssee ein Alterswerk Homers.
Literaturwissenschaftliche stilistische Analysen neigen heute aufgrund der hohen kompositorischen Kunst und durchgehenden sprachlichen Qualität beider Epen wiederum dazu, wie die antiken Autoren auf einen gemeinsamen Verfasser („Homer“) als wahrscheinlich zu folgern.

### Homerische Hymnen
Die größtenteils legendären antiken Viten Homers berichten außerdem von weiteren ihm zugeschriebenen Werken. Dabei handelte es sich wohl durchweg um Pseudepigraphen, von denen außer Fragmenten nur die vermutlich nichthomerische Travestie vom Krieg zwischen den Fröschen und Mäusen komplett erhalten ist.
Umstritten ist die Urheberschaft der ebenfalls Homer zugeschriebenen 33 Gedichte, der sogenannten Homerischen Hymnen – Preislieder auf griechische Götter. Sie stehen den beiden Epen stilistisch nahe. Rhapsoden pflegten sie als Einleitung zu ihren Rezitationen vorzutragen. Berühmt sind der Hymnos an Apollon und der Hymnos an Aphrodite.

## Wirkungsgeschichte

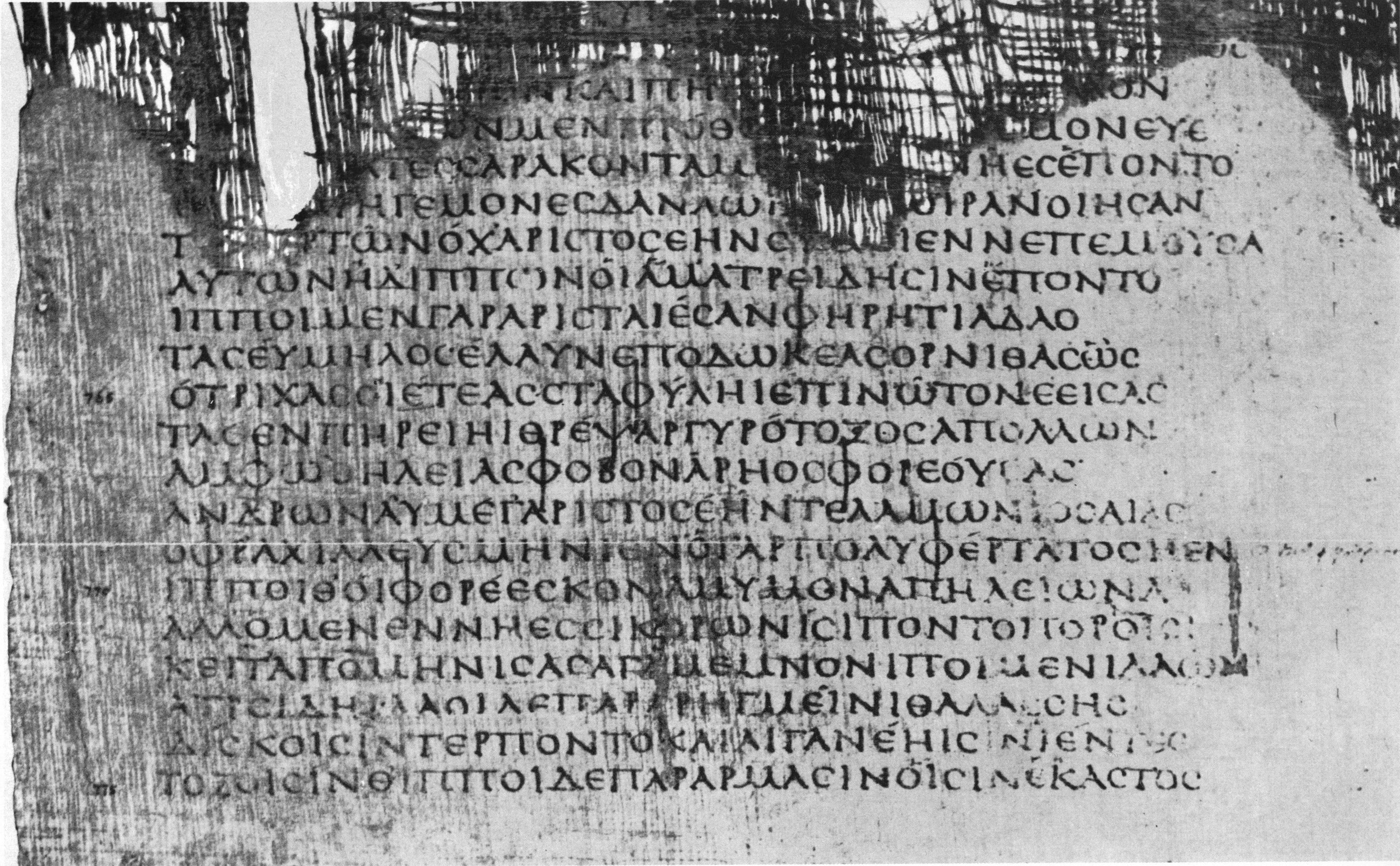
Die Verse Ilias II 757–775 in Oxford, Bodleian Library, Papyrus Hawara 24-28 (2. Jahrhundert)

### Antike
Von einer Omnipräsenz Homers im griechischen Kulturleben ist bei Szlezák die Rede. Dies zeige sich in der bildenden Kunst wie in der Philosophie und in der Literatur. Auch als Homers Sprache bereits archaisch wirkte und als schwer verständlich empfunden wurde, so Szlezák, blieben Rezitationen aus seinen Werken bei Festspielen populär. „Ihn zu verstehen, wurde im Lauf der Zeit zur Aufgabe der Bildung, der paideía.“ Den politisch stark zersplitterten griechischen Stämmen und Poleis im antiken Griechenland dienten seine Epen zur Gewinnung eines gemeingriechischen Selbstverständnisses. Über viele Jahrhunderte wurden Münzen mit seiner Abbildung geprägt.

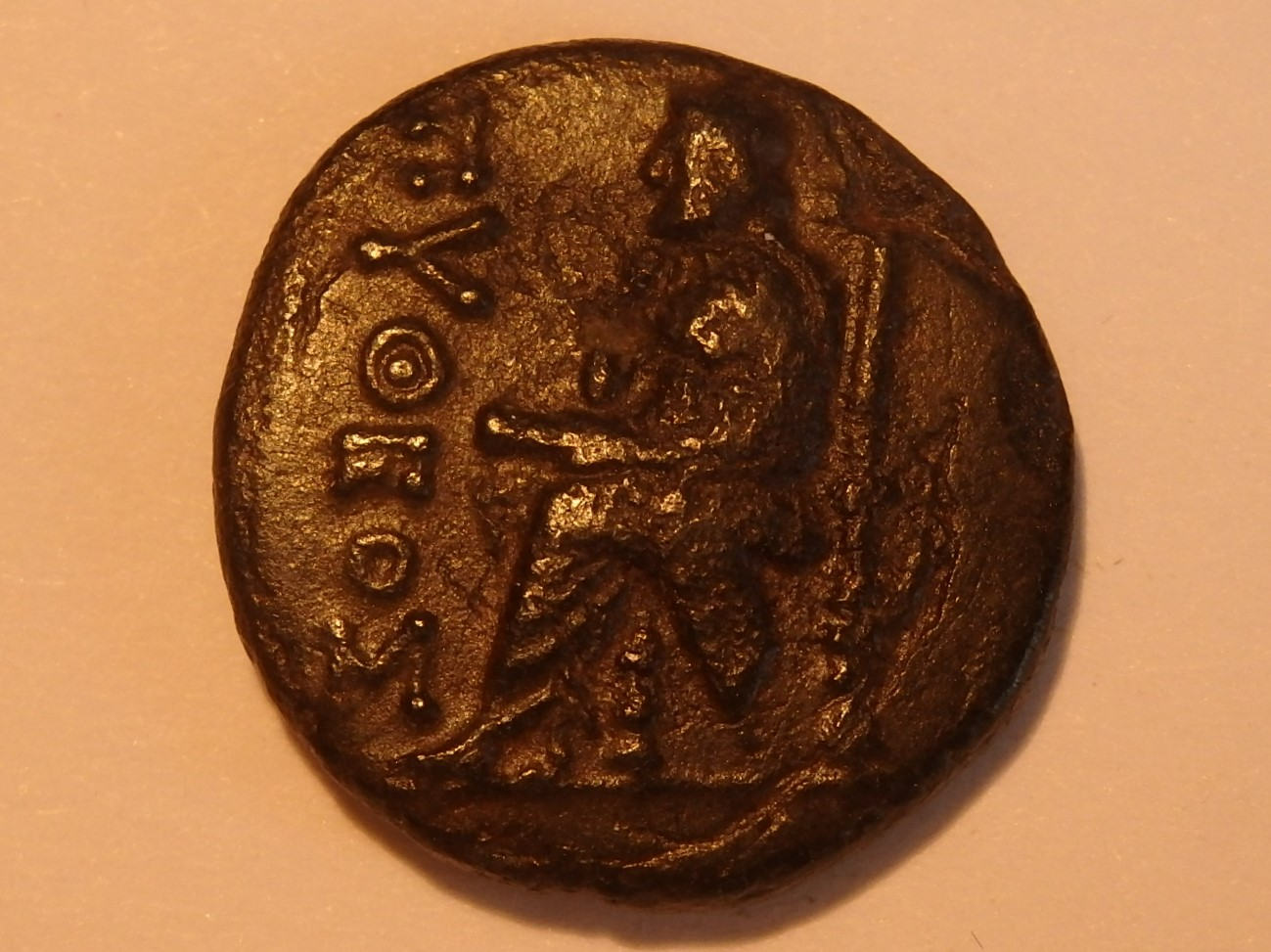
Homer auf Münze aus Kolophon, ca. 50–30 v. Chr.

Die Hochschätzung Homers wurde von den Römern übernommen. Die Odusia, die Übertragung der Odyssee ins Altlateinische durch Livius Andronicus, eines der ersten Zeugnisse einer lateinischen Literatursprache überhaupt, war bereits zu republikanischen Zeiten als Schullektüre im Adel verbreitet. Vergils Epos Aeneis ist auch als Versuch zu werten, den Römern eine Herkunftssage zu geben, wie sie die Griechen an Homers Epen gehabt hatten.

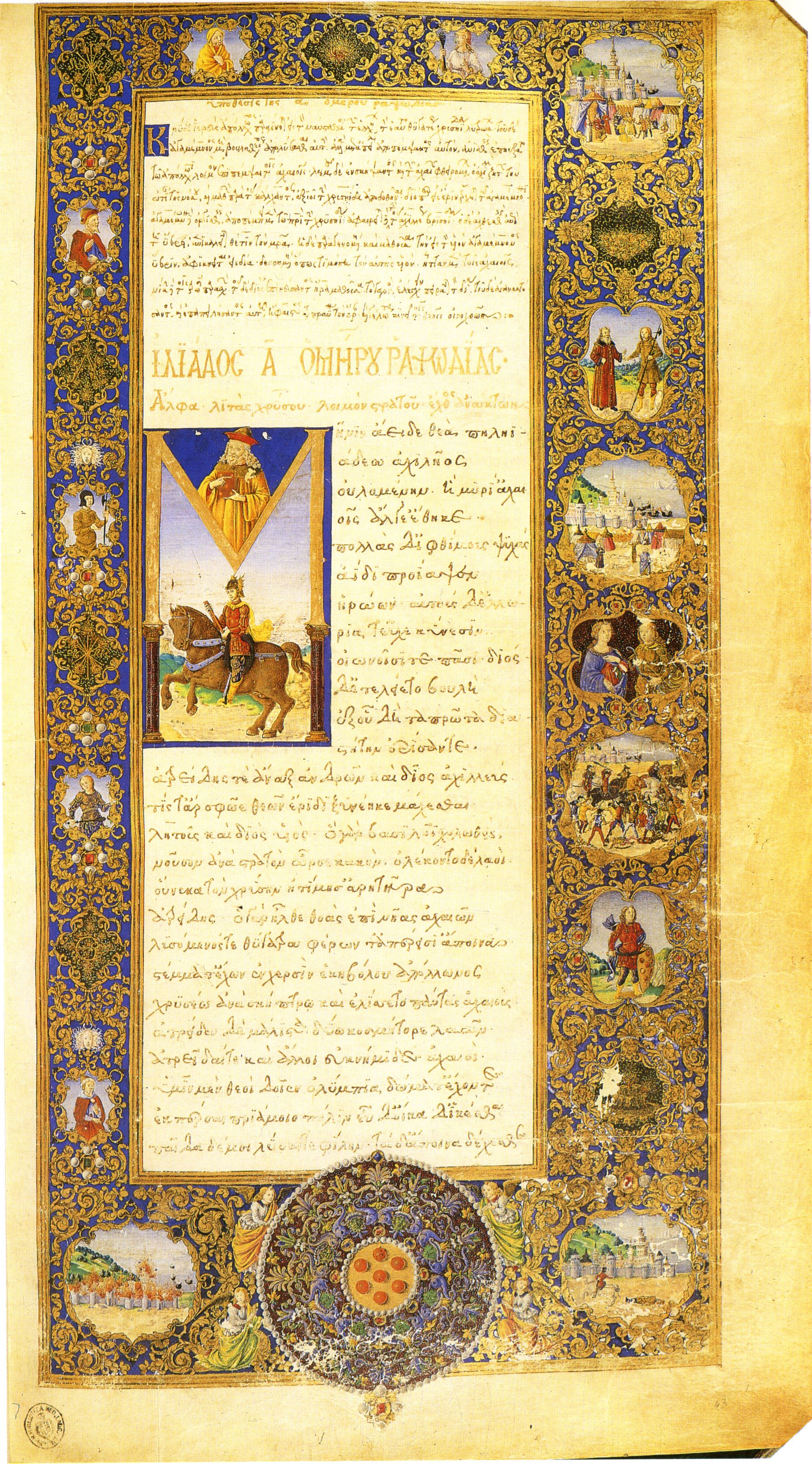
Die Ilias in einer Handschrift des 15. Jahrhunderts mit Miniaturen von Francesco Rosselli. Florenz, Biblioteca Medicea Laurenziana, Plut. 32.4, fol. 43r

### Mittelalter
Durch die – außer im frühchristlichen Irland – sehr zurückgegangene Kenntnis des Griechischen bei den westlichen Gelehrten ging auch die Homerkenntnis sehr zurück, als Epiker waren Vergil und Lucan viel geläufiger. Auch die als Zwischenglied sonst sehr bedeutsame arabische Rezeption griechischer Quellen berücksichtigte eher medizinische, naturwissenschaftliche, mathematische und philosophische als epische Quellen.
Erst um 1360 wurden, angeregt von Petrarca, die Ilias und die Odyssee von Leontius Pilatus ins Lateinische übersetzt.
Bereits Dante Alighieri nennt Homer den Ersten unter den göttlichen Dichtern und Vorbild des von ihm verehrten Vergils. Sein eigenes Hauptwerk, die Divina Commedia, wirkte wiederum auf ganze Zeitalter von Schreibern, insbesondere auf die Vertreter der Moderne des 20. Jahrhunderts.

### Neuzeit
Erst die Flucht der griechischen Gelehrten aus dem 1453 von den Osmanen erstürmten Konstantinopel brachte die Kenntnis griechischer Quellen und damit auch Homers in den Westen zurück und beeinflusste stark die Renaissance.
Die Editio princeps (gedruckte Erstausgabe) von Homer erfolgte im 15. Jahrhundert durch Demetrios Chalkondyles.
Ausgehend von den Homerübersetzungen von Johann Heinrich Voß spielte in Deutschland Homer für den „Volks“- und „Natur“-Begriff der deutschen literarischen Klassik und Romantik die größte Rolle, weil man in Ilias und Odyssee einen Beweis dafür sah, dass das Volk eine eigene authentische Stimme habe (vgl. Volkslied), dass aus ihm die Natur selbst spreche. In diesen Zusammenhang gehörte auch das Aufwerfen der „Homerischen Frage“, denn entschied man sich gegen die Autorschaft Homers, so waren die Epen anonym entstanden, wie etwa das Nibelungenlied, und somit wurde dann „das Volk“ als Autor reklamierbar. Dagegen wandte sich bereits Friedrich Schiller: „Und die Sonne Homers, siehe, sie lächelt auch uns.“ (Elegie)
Dieser an Homer entzündeten Griechenliebe (vgl. Johann Wolfgang Goethe: „[…] das Land der Griechen mit der Seele suchend“, in: Iphigenie auf Tauris) in der antifürstlichen und antiklerikalen Intelligenz seit dem Hainbund ist es zu danken, dass durch Wilhelm von Humboldt die griechische Sprache (neben dem Lateinischen) ein Kernstoff der Bildung des Humanistischen Gymnasiums wurde. Ein auch seinen Besuch in der Troas im Jahr 1819 mitverarbeitendes Epos über Homer legte 1858 Leopold Schefer in Hexametern vor, Homers Apotheose.
Homerische Stoffe und Themen sind somit sowohl in der klassischen antiken als auch in der europäischen Literatur und den Bildenden Künsten allgegenwärtig. In der gehobenen Umgangssprache finden sich heute noch viele Redewendungen aus seinem Werk und „geflügelte Worte“ (auch dieser Begriff stammt von ihm).
Zeitgenössische Bearbeitungen schufen unter anderem Wolfgang Hildesheimer (Das Opfer Helena), der Literaturnobelpreisträger Derek Walcott (Omeros) oder Botho Strauß (Ithaka).
Der Asteroid (5700) Homerus trägt seinen Namen.

## Literatur

Homer auf einer Sammelmarke des Langenscheidt-Verlags